# 卡莫特斯海

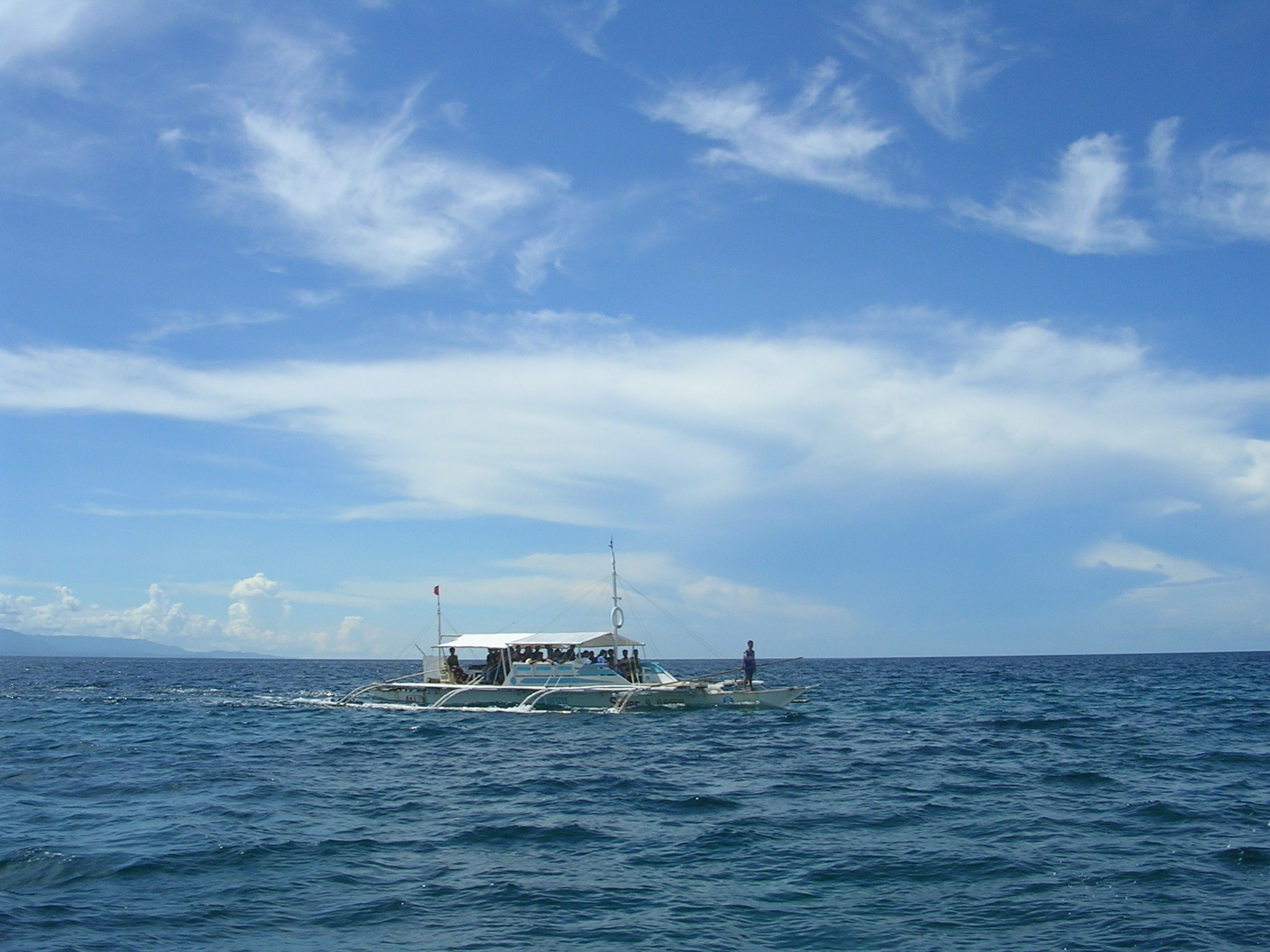

卡莫特斯海（英語：Camotes Sea）是菲律賓的一個海，西臨宿霧島，東接雷伊泰島，南毗保和島，面積9,923.6平方公里，海岸線長度549.2公里，最大水深806米，珊瑚礁面積738.8平方公里。
10°30′N 124°20′E / 10.500°N 124.333°E